# Bistam
Bistam o Vistahm, traslitterato anche nella forma Wistaxm (in medio persiano 𐭥𐭮𐭲𐭧𐭬, wsthm), (... – Fergana, 596 o 600) è stato un nobile sasanide membro della nobile famiglia partica degli Ispahbudhan e zio materno del re dei re sasanide Cosroe II (regnante dal 590 al 628).
Bistam aiutò Cosroe a riconquistare il suo trono dopo la ribellione di un altro nobile partico di nome Bahram Chobin, legato al casato di Mehrān; in seguito, tuttavia, capeggiò lui stesso una rivolta e governò in maniera indipendente su una regione che comprendeva l'intero Grande Khorasan finché non fu sconfitto da Cosroe e dai suoi alleati.

## Biografia

### Primi anni
Bistam e suo fratello Vinduyih erano figli di un certo Sapore e nipoti di Bawi, un generale distintosi nel corso della guerra romano-persiana del 502-506 e della guerra iberica. Il giovane discendeva dalla nobile famiglia degli Ispahbudhan, uno dei sette grandi casati partici che componevano l'aristocrazia più elitaria attiva nell'impero sasanide. Gli Ispahbudhan, in particolare, godevano di uno status così elevato da essere riconosciuti come «parenti e alleati dei Sasanidi». La famiglia ricopriva inoltre l'importante posizione di spahbed dell'Occidente, ovvero le regioni sud-occidentali dell'impero (il Sawad). Una sorella di Bistam aveva persino sposato lo scià sasanide Ormisda IV (regnante dal 579-590), oltre a essere la madre dell'erede di quest'ultimo, Cosroe II.
Tuttavia, la famiglia soffrì, insieme agli altri membri aristocratici, le purghe avviate da Ormisda IV nei suoi ultimi anni; Sapore fu assassinato e Bistam succedette al padre in veste di spahbed dell'Occidente. Alla lunga, le politiche repressive di Ormisda portarono alla rivolta del generale Bahram Chobin nel 590. Bahram, la cui ribellione precipitò in una guerra civile e attirò rapidamente un ampio sostegno, marciò in direzione della capitale, Ctesifonte. Lì Ormisda cercò di emarginare i due Ispahbudhan, ma secondo lo storico armeno Sebeo, il sovrano fu dissuaso da suo figlio Cosroe II. Uno dei suoi cognati, Vinduyih, fu imprigionato, mentre suo fratello Bistam fu in grado di fuggire dalla corte; subito dopo, tuttavia, i due compaiono nelle fonti come coloro che riuscirono a ordire il golpe con cui Ormisda fu deposto, accecato e infine ucciso; al suo posto la nobiltà elevò il figlio del defunto Cosroe. Tuttavia, incapaci di opporsi alla marcia di Bahram su Ctesifonte, Cosroe e i responsabili dell'assassinio del padre fuggirono in Azerbaigian. Bistam rimase indietro per radunare le truppe, mentre Vinduyih scortò Cosroe in cerca di aiuto rivolgendosi all'impero bizantino. Lungo la strada, essi furono intercettati dalle truppe di Bahram, ma Vinduyih, fingendosi suo nipote, si lasciò catturare per garantire la fuga del suo sovrano. All'inizio del 591, Cosroe tornò con l'aiuto militare dei romani orientali e fu raggiunto da 12.000 cavalieri dell'Armenia e 8.000 soldati dall'Azerbaigian radunati da Bistam. Nel corso della successiva battaglia di Blarathon, l'esercito di Bahram subì una schiacciante sconfitta e Cosroe II rivendicò Ctesifonte e il suo trono.
Lo storico moderno Stephen H. Rapp osserva che Bistam corrisponde forse all'Ustam menzionato nelle fonti georgiane, il comandante sasanide ("c‛ixist‛avi" in georgiano) di Mtskheta, nell'Iberia sasanide. Rapp aggiunge che, nel caso in cui i due fossero effettivamente la stessa persona, ciò dimostrerebbe che il marzban e il c‛ixist‛avi dell'Iberia erano agenti sasanidi che rappresentavano casati partici differenti e rivali. È possibile che questa scelta fosse frutto di un preciso disegno, magari finalizzato a «sfruttare le tensioni tra le famiglie partiche in modo da contrastare la possibilità di costituire un fronte unito in Caucasia contro la corona».

### Mandato di Cosroe II e ribellione

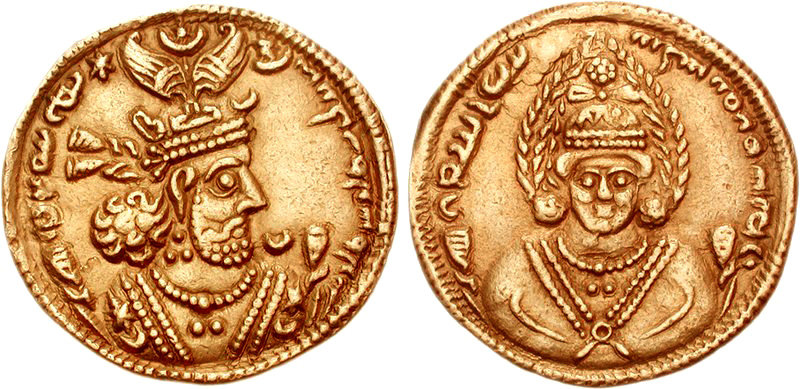
Moneta di Cosroe II

Dopo la sua vittoria, Cosroe ricompensò i suoi zii conferendogli alte cariche; Vinduyih divenne tesoriere e primo ministro, mentre Bistam ricevette l'incarico di spahbed dell'Est, con la sua giurisdizione che si estendeva nel Tabaristan e nel Khorasan; quest'ultima regione, secondo Sebeo, era anche la patria tradizionale degli Ispahbudhan. Ben presto, tuttavia, Cosroe attuò delle politiche diverse nei confronti delle figure summenzionate; cercando di scongiurare il rischio di morire assassinato come il padre, lo scià decise di giustiziare gli zii. La tradizionale sfiducia dei monarchi sasanidi nei confronti degli aristocratici troppo potenti e il risentimento personale di Cosroe per la partecipazione di Vinduyih alla passata congiura giocarono certamente un ruolo chiave per spingerlo a questa decisione. Secondo una fonte siriana, Vinduyih fu presto messo a morte e fatto prigioniero mentre cercava di fuggire da suo fratello in Oriente.
Alla notizia dell'omicidio di suo fratello, Bistam si ribellò apertamente. Secondo al-Dinawari, Bistam inviò una lettera a Cosroe in cui annunciava la sua pretesa al trono, dichiarandosi uno dei legittimi custodi dell'eredità dell'impero partico e dell'allora dinastia regnante degli Arsacidi. La missiva recitava grosso modo: «Non sei più degno di governare di me. A dirla tutta, è più meritevole la mia discendenza che risale a Dario, figlio di Dario [presumibilmente Dario III di Persia], che combatté Alessandro. Voi sasanidi ci [a noi Arsacidi] avete esautorato con l'inganno e usurpate il nostro diritto, oltre a trattarci con ingiustizia. Il tuo antenato Sasan non era altro che un pastore». La rivolta di Bistam, come quella scatenata da Bahram Chopin poco prima, trovò ampio sostegno e attirò parecchi sostenitori. Vari nobili, così come quanto sopravvissuto dei sostenitori di Bahram Chobin, si convinsero a prendere le sue parti nella lotta, specialmente dopo che sposò la sorella di Bahram, Gordiya. Bistam respinse diversi tentativi lealisti di sottometterlo e presto ottenne il dominio in tutte le regioni orientali e settentrionali dell'impero, ovvero una regione che si estendeva dal fiume Oxus alla regione di Ardabil a ovest. Il generale tentò anche di compiere una campagna nell'est, dove sottomise due principi Eftaliti attivi in Transoxiana, tali Shaug e Pariowk. La parentesi temporale durante cui scoppiò e si sviluppò la rivolta di Bistam resta incerta, ma sulla base delle monete ritrovate si ritiene che la sua insurrezione durò sette anni. Si tende a ritenere che i tumulti si trascinarono dal 590 al 596, ma alcuni studiosi come J.D. Howard–Johnston e P. Pourshariati collocano il suo scoppio più tardi, nel 594/595, in concomitanza con la ribellione armena causata da Vahewuni.
Quando Bistam iniziò a minacciare la Media, Cosroe spedì diversi eserciti contro suo zio, ma non riuscì a ottenere alcun risultato decisivo. Bistam e i suoi seguaci si ritirarono nella regione montuosa del Gilan, mentre molti dei contingenti armeni dell'esercito reale si ribellarono e disertarono per Bistam. Nonostante questo evento, Cosroe si rivolse comunque a un armeno in cerca di aiuto, il principe Smbat Bagratuni, il quale ingaggiò battaglia con Bistam vicino a Ecatompilo. Nel corso degli scontri, Bistam fu assassinato da Pariowk su richiesta di Cosroe o, stando a una versione alternativa, da sua moglie Gordiya. Malgrado ciò, le truppe di Bistam riuscirono a respingere l'esercito reale a Ecatompilo e, nell'anno successivo, occorse un'altra spedizione di Smbat per sedare definitivamente ai focolai di rivolta.

## Rilevanza storica
Nonostante l'insurrezione e la morte di Bistam, il potere della famiglia degli Ispahbudhan era troppo forte per dissolversi del tutto. A riprova di ciò, uno dei figli di Vinduyih giocò un ruolo di primo piano quando Cosroe II venne deposto nel 628, mentre due dei figli di Bistam, Vinduyih e Tiruyih, assieme al loro cugino Narsi, agirono in veste di comandanti dell'esercito sasanide quando fu necessario affrontare gli arabi nell'ambito della conquista islamica della Persia nel 634.
La città di Bastam, situata in Iran, così come il sito monumentale di Taq-e Bostan, potrebbero dovere il nome da Bistam.

## Albero genealogico
| Arancione |

| Giallo |

|         |         |         |         |         |         |  |  |                   |                   |                   |                   |                   |                   |                 |                 |                 |                 |            |            |            |            |         |         |         |         |         |         |        |        |        |        |           |           |           |           |           |           |          |          |  |  |  |  |  |  |  |  |  |  |  |  |  |  |  |  |  |  |  |  |  |  |  |  |  |  |  |  |
|         |         |         |         |         |         |  |  |                   |                   |                   |                   |                   |                   |                 |                 |                 |                 |            |            | Bawi       |            |         |         |         |         |         |         |        |        |        |        |           |           |           |           |           |           |          |          |  |  |  |  |  |  |  |  |  |  |  |  |  |  |  |  |  |  |  |  |  |  |  |  |  |  |  |  |
|         |         |         |         |         |         |  |  |                   |                   |                   |                   |                   |                   |                 |                 |                 |                 |            |            |            |            |         |         |         |         |         |         |        |        |        |        |           |           |           |           |           |           |          |          |  |  |  |  |  |  |  |  |  |  |  |  |  |  |  |  |  |  |  |  |  |  |  |  |  |  |  |  |
|         |         |         |         |         |         |  |  |                   |                   |                   |                   |                   |                   |                 |                 |                 |                 |            |            | Sapore     |            |         |         |         |         |         |         |        |        |        |        |           |           |           |           |           |           |          |          |  |  |  |  |  |  |  |  |  |  |  |  |  |  |  |  |  |  |  |  |  |  |  |  |  |  |  |  |
|         |         |         |         |         |         |  |  |                   |                   |                   |                   |                   |                   |                 |                 |                 |                 |            |            |            |            |         |         |         |         |         |         |        |        |        |        |           |           |           |           |           |           |          |          |  |  |  |  |  |  |  |  |  |  |  |  |  |  |  |  |  |  |  |  |  |  |  |  |  |  |  |  |
|         |         |         |         |         |         |  |  |                   |                   |                   |                   |                   |                   |                 |                 |                 |                 |            |            |            |            |         |         |         |         |         |         |        |        |        |        |           |           |           |           |           |           |          |          |  |  |  |  |  |  |  |  |  |  |  |  |  |  |  |  |  |  |  |  |  |  |  |  |  |  |  |  |
|         |         |         |         |         |         |  |  |                   |                   |                   |                   | Vinduyih          | Vinduyih          | Vinduyih        | Vinduyih        | Vinduyih        | Vinduyih        |            |            |            |            |         |         |         |         |         |         | Bistam | Bistam | Bistam | Bistam | Bistam    | Bistam    |           |           |           |           |          |          |  |  |  |  |  |  |  |  |  |  |  |  |  |  |  |  |  |  |  |  |  |  |  |  |  |  |  |  |
|         |         |         |         |         |         |  |  |                   |                   |                   |                   | Vinduyih          | Vinduyih          | Vinduyih        | Vinduyih        | Vinduyih        | Vinduyih        |            |            |            |            |         |         |         |         |         |         | Bistam | Bistam | Bistam | Bistam | Bistam    | Bistam    |           |           |           |           |          |          |  |  |  |  |  |  |  |  |  |  |  |  |  |  |  |  |  |  |  |  |  |  |  |  |  |  |  |  |
|         |         |         |         |         |         |  |  |                   |                   |                   |                   |                   |                   |                 |                 |                 |                 |            |            |            |            |         |         |         |         |         |         |        |        |        |        |           |           |           |           |           |           |          |          |  |  |  |  |  |  |  |  |  |  |  |  |  |  |  |  |  |  |  |  |  |  |  |  |  |  |  |  |
|         |         |         |         |         |         |  |  |                   |                   |                   |                   |                   |                   |                 |                 |                 |                 |            |            |            |            |         |         |         |         |         |         |        |        |        |        |           |           |           |           |           |           |          |          |  |  |  |  |  |  |  |  |  |  |  |  |  |  |  |  |  |  |  |  |  |  |  |  |  |  |  |  |
|         |         |         |         |         |         |  |  |                   |                   |                   |                   | Farrukh Ormisda   | Farrukh Ormisda   | Farrukh Ormisda | Farrukh Ormisda | Farrukh Ormisda | Farrukh Ormisda |            |            |            |            | Tiruyih | Tiruyih | Tiruyih | Tiruyih | Tiruyih | Tiruyih |        |        |        |        |           |           | Vinduyih  | Vinduyih  | Vinduyih  | Vinduyih  | Vinduyih | Vinduyih |  |  |  |  |  |  |  |  |  |  |  |  |  |  |  |  |  |  |  |  |  |  |  |  |  |  |  |  |
|         |         |         |         |         |         |  |  |                   |                   |                   |                   | Farrukh Ormisda   | Farrukh Ormisda   | Farrukh Ormisda | Farrukh Ormisda | Farrukh Ormisda | Farrukh Ormisda |            |            |            |            | Tiruyih | Tiruyih | Tiruyih | Tiruyih | Tiruyih | Tiruyih |        |        |        |        |           |           | Vinduyih  | Vinduyih  | Vinduyih  | Vinduyih  | Vinduyih | Vinduyih |  |  |  |  |  |  |  |  |  |  |  |  |  |  |  |  |  |  |  |  |  |  |  |  |  |  |  |  |
|         |         |         |         |         |         |  |  |                   |                   |                   |                   |                   |                   |                 |                 |                 |                 |            |            |            |            |         |         |         |         |         |         |        |        |        |        |           |           |           |           |           |           |          |          |  |  |  |  |  |  |  |  |  |  |  |  |  |  |  |  |  |  |  |  |  |  |  |  |  |  |  |  |
|         |         |         |         |         |         |  |  |                   |                   |                   |                   |                   |                   |                 |                 |                 |                 |            |            |            |            |         |         |         |         |         |         |        |        |        |        |           |           |           |           |           |           |          |          |  |  |  |  |  |  |  |  |  |  |  |  |  |  |  |  |  |  |  |  |  |  |  |  |  |  |  |  |
|         |         |         |         |         |         |  |  | Rostam Farrokhzād | Rostam Farrokhzād | Rostam Farrokhzād | Rostam Farrokhzād | Rostam Farrokhzād | Rostam Farrokhzād |                 |                 | Farrukhzad      | Farrukhzad      | Farrukhzad | Farrukhzad | Farrukhzad | Farrukhzad |         |         |         |         |         |         |        |        |        |        |           |           |           |           |           |           |          |          |  |  |  |  |  |  |  |  |  |  |  |  |  |  |  |  |  |  |  |  |  |  |  |  |  |  |  |  |
|         |         |         |         |         |         |  |  | Rostam Farrokhzād | Rostam Farrokhzād | Rostam Farrokhzād | Rostam Farrokhzād | Rostam Farrokhzād | Rostam Farrokhzād |                 |                 | Farrukhzad      | Farrukhzad      | Farrukhzad | Farrukhzad | Farrukhzad | Farrukhzad |         |         |         |         |         |         |        |        |        |        |           |           |           |           |           |           |          |          |  |  |  |  |  |  |  |  |  |  |  |  |  |  |  |  |  |  |  |  |  |  |  |  |  |  |  |  |
|         |         |         |         |         |         |  |  |                   |                   |                   |                   |                   |                   |                 |                 |                 |                 |            |            |            |            |         |         |         |         |         |         |        |        |        |        |           |           |           |           |           |           |          |          |  |  |  |  |  |  |  |  |  |  |  |  |  |  |  |  |  |  |  |  |  |  |  |  |  |  |  |  |
|         |         |         |         |         |         |  |  |                   |                   |                   |                   |                   |                   |                 |                 |                 |                 |            |            |            |            |         |         |         |         |         |         |        |        |        |        |           |           |           |           |           |           |          |          |  |  |  |  |  |  |  |  |  |  |  |  |  |  |  |  |  |  |  |  |  |  |  |  |  |  |  |  |
| Shahram | Shahram | Shahram | Shahram | Shahram | Shahram |  |  | Surkhab I         | Surkhab I         | Surkhab I         | Surkhab I         | Surkhab I         | Surkhab I         |                 |                 | Isfandyadh      | Isfandyadh      | Isfandyadh | Isfandyadh | Isfandyadh | Isfandyadh |         |         | Bahram  | Bahram  | Bahram  | Bahram  | Bahram | Bahram |        |        | Farrukhan | Farrukhan | Farrukhan | Farrukhan | Farrukhan | Farrukhan |          |          |  |  |  |  |  |  |  |  |  |  |  |  |  |  |  |  |  |  |  |  |  |  |  |  |  |  |  |  |
| Shahram | Shahram | Shahram | Shahram | Shahram | Shahram |  |  | Surkhab I         | Surkhab I         | Surkhab I         | Surkhab I         | Surkhab I         | Surkhab I         |                 |                 | Isfandyadh      | Isfandyadh      | Isfandyadh | Isfandyadh | Isfandyadh | Isfandyadh |         |         | Bahram  | Bahram  | Bahram  | Bahram  | Bahram | Bahram |        |        | Farrukhan | Farrukhan | Farrukhan | Farrukhan | Farrukhan | Farrukhan |          |          |  |  |  |  |  |  |  |  |  |  |  |  |  |  |  |  |  |  |  |  |  |  |  |  |  |  |  |  |